# پابلو پویول
پابلو پویول (اسپانیایی: Pablo Puyol‎؛ زادهٔ ۲۶ دسامبر ۱۹۷۵) بازیگر، خواننده، بالرین و هنرمند رقص اهل اسپانیا است.
از فیلم‌ها یا برنامه‌های تلویزیونی که وی در آن نقش داشته است، می‌توان به ۲۰ سانتی‌متر، سنگ‌ها و یک گام به پیش اشاره کرد.